# Попов, Анатолий Анатольевич
Анатолий Анатольевич Попов (род. 4 октября 1944, Тегеран) — советский и российский химик, профессор, специалист в области полимеров и композиционных материалов. Заслуженный деятель науки Российской Федерации (2010).

## Биография
Родился 4 октября 1944 года в городе Тегеран (Иран) в семье советских дипломатов. Далее вместе с родителями проживал в Болгарии, Венгрии, Румынии.

### Обучение
С 1961 по 1966 год обучался в Московском институте народного хозяйства нефтехимической и газовой промышленности имени М. И. Губкина по специальности «технология химических веществ», закончив его с квалификацией «инженер-технолог» и дипломом с отличием.
С 1967 по 1970 год обучался в аспирантуре Института химической физики им. Н. Н. Семёнова Академии наук СССР.

### Учёная степень
1971 год — защитил кандидатскую диссертацию, получив учёную степень кандидата химических наук по специальности «Высокомолекулярные соединения».
1989 год — защитил докторскую диссертацию «Кинетика и механизм химических реакций напряжённых систем — циклов и полимеров».

### Учёное звание
15 апреля 1992 года ему было присвоено учёное звание профессора.

### Работа
С 1970 по 1994 год являлся научным сотрудником ИХФ РАН.
С 1994 года возглавляет лабораторию физико-химии композиций синтетических и природных полимеров в Институте биохимической физики им. Н. М. Эмануэля РАН (ИБХФ РАН) и является заместителем директора института по научной деятельности.
С 1989 года возглавляет кафедру химии (ныне Базовая кафедра химии инновационных материалов и технологий) в Российском экономическом университете имени Г. В. Плеханова (РЭУ им. Г. В. Плеханова).

### Основатель
В 2013 году при содействии А. А. Попова в РЭУ им. Г. В. Плеханова была создана научно-исследовательская лаборатория «Перспективные композиционные материалы и технологии».
В 2014 году по его инициативе в Университете был создан Центр коллективного пользования «Научное оборудование».
В 2015 году основал и возглавляет научную школу «Химия и технология полимерных материалов» в Университете.

## Образовательная деятельность
А. А. Попов с 1989 года ведёт курс лекций, практических и лабораторных занятий по дисциплинам: «Химия», «Общая химия», «Органическая химия», «Физическая и коллоидная химия», «Биохимия», «Пищевая химия», «Концепции современного естествознания» в РЭУ им. Г. В. Плеханова. В ИБХФ РАН профессор Попов ведёт занятия для аспирантов по дисциплине «Концепции современного естествознания». Под руководством А. А. Попова защищены 9 кандидатских диссертаций.

## Научная деятельность
А. А. Попову принадлежит приоритет в научном направлении «Реакционная способность структурно напряжённых органических систем-циклов и макромолекул», что отражено в различных монографиях, вышедших в России и в других странах. Коллективом его лаборатории в ИБХФ РАН разрабатывалась научная тематика влияния структурных напряжений на кинетику химических реакций. Сопоставление кинетических закономерностей реакций циклических углеводородов и полимеров под нагрузкой позволило создать теорию реакционной способности напряжённых полимеров. Данное направление продолжают развивать его ученики. Помимо этого, А. А. Попов занимается исследованиями влияния внешних факторов (механических напряжений, химической модификации, окисления, примесей и добавок и др.) на структуру и молекулярную динамику полимеров и композиционных материалов. С начала 2000-х годов в область научных интересов А. А. Попова входит также разработка композиционных материалов, способных к ускоренной деградации в окружающей среде (биоразлагаемые полимеры). В данном направлении были получены 3 патента РФ (2473578; 2451697; 2540273). Наиболее сильно коллектив А. А. Попова продвинулся в изучении процессов биодеградации полимерных материалов под действием модельных химических и биологических сред, а также при совокупном воздействии факторов окружающей среды.

## Награды

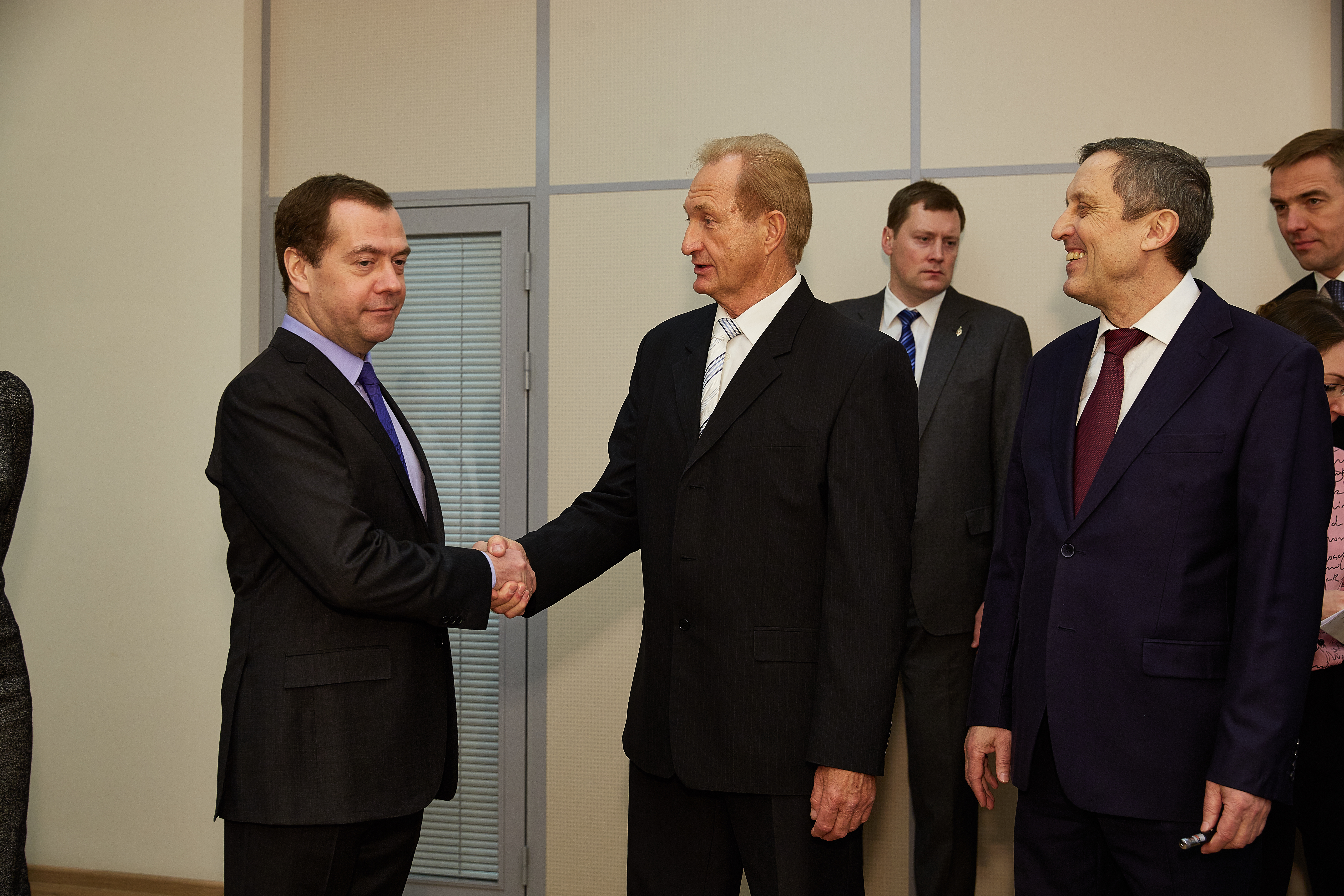
Слева направо Медведев Дмитрий Анатольевич, Попов Анатолий Анатольевич и Гришин, Виктор Иванович на мероприятии в РЭУ им. Г.В. Плеханова, посвящённому дню российского студенчества (25 января 2016 г.).

С 1996 года А. А. Попову регулярно присуждалась Государственная научная стипендия для выдающихся учёных в соответствии с Приказом Президента РФ от 14 июня 1995 года.
В 1999 году — объявлена благодарность Президента РАН, академика Ю. С. Осипова, за плодотворную научную деятельность (РП РАН 3105-254 от 08.06.1999 г.)
С 2002 по 2005 год — четырежды являлся лауреатом конкурса «Грант Москвы» в области наук и технологий в сфере образования, проводившегося Правительством Москвы, Департаментом Образования города.
2008 год — кандидат в члены-корреспонденты по Отделению химии и наук о материалах Президиума РАН по специальности «Высокомолекулярные соединения».
2010 год — присвоено почётное звание заслуженного деятеля науки РФ.
2012 год — награждён медалью «Памяти Академика Н.М. Эмануэля» за достижения в области химической и биохимической физики.

## Основные публикации
- Крисюк Б.Э., Майоров А.В., Мамин Э.А., Овчинников В.А., Попов А.А. Механизм первичной стадии присоединения озона к галоидзамещённым этиленам. // Кинетика и Катализ.2015. Т.56. № 1.С. 1–9.
- Тертышная Ю.В., Ольхов А.А., Шибряева Л.С. Термоокисление и деструкция нетканого материала из поли-3-гидроксибутирата. // Химическая физика. 2015. Т. 34. № 5. С.81 – 87.
- E.E. Mastalygina, A.A. Popov, N.N. Kolesnikova, S.G. Karpova. Morphology, thermal behaviour and dynamic properties of the blends based on isotactic polypropylene and low-density polyethylene // International Journal of Plastics Technology, 2015.  DOI 10.1007/s12588-015-9112-5.
- С.Г. Карпова, Ю.А. Наумова, Л.Р. Люсова, Е.Л. Хмелева, А.А. Попов. Анализ влияния растворителя на структурно-динамические характеристики в пленочном и нетканом материале на основе полиуретана, сополимера стирола с акрилнитрилом и их смесей. Высокомолекулярные соединения, 2015, № 3. Т.57. С.234.
- P. Pantyukhov, N. Kolesnikova, A. Popov. Preparation, Structure, and Properties of Biocomposites Based on Low Density Polyethylene and Lignocellulosic Fillers // Polym. Composites, 2014. DOI 10.1002/pc.23315
- Подзорова М.В., Тертышная Ю.В., Попов А.А. «Экологически безопасные плёнки на основе поли-3-гидроксибутирата и полилактида» // Химическая физика. 2014. № 9. С. 57–64.
- Тертышная Ю.В., Шибряева Л.С. «Деструкция поли-3-гидроксибутирата и смесей на его основе под действием ультрафиолета и воды» // Высокомолекулярные соединения. 2013. Т.55., № 3., С.363.
- Крисюк Б.Э., Майоров А.В., Мамин Э.А., Попов А.А. Квантово-химическое исследование реакции присоединения озона к ацетилену. // Кинетика и Катализ.2013. Т.54. № 3.С. 303–309.
- С.В. Польщиков, П.М. Недорезова, Т.В. Монахова, А.Н. Клямкина, А.Н. Щеголихин, В.Г. Крашенинников, В.Е. Мурадян, А.А. Попов, А.Л. Марголин. Композиционные материалы на основе фуллеренов С60/С70 и полипропилена, полученные полимеризацией in situ // Высокомолекулярные соединения, 2013, т. 55, № 5, с. 582-590
- Крисюк Б.Э., Майоров А.В., Мамин Э.А., Попов А.А. Расчёт влияния деформации двойной связи в 1-хлорэтилене и 1,1-дихлорэтилене на скорость и механизм их реакции с озоном. // Кинетика и Катализ. 2013. Т.54. № 2. С. 1–9.
- П.М. Недорезова, А.В. Чапурина, А.Н. Клямкина, А.М. Аладышев, А.А. Попов, Л.С. Шибряева, Т.В. Монахова, А.Л. Марголин. Сополимеризация пропилена с винилциклогексаном на металлоценовом катализаторе. синтез, свойства, окисление полимеров // Высокомолекулярные соединения, B, 2011, т. 53, № 8, с. 1444–1452.
- А.Л.Марголин. Кинетика полихронной реакции с диффузией по спектру реакционных состояний // Кинетика и катализ, 2008,, т. 49, № 2, с. 173-178
- L.S. Shibryaeva, A.A. Popov and G.E. Zaikov. Termal Oxidation of Polymer Blends, Leiden, Boston, 2006, s.185
- A.L. Margolin, V.Ya.Shlyapintokh. Chemilumunescence of Isotactic Polypropylene Induced by UV irradiation // Polym. Deg. Stab., 1999, v. 66, No. 2, p. 279
- A. Popov, N. Rapoport and G. Zaikov. Oxidation of stressed polymers, Gordon And Breach Science Publishers, New York, London, Paris, Tokyo, 1991, s.335.